# Büdner

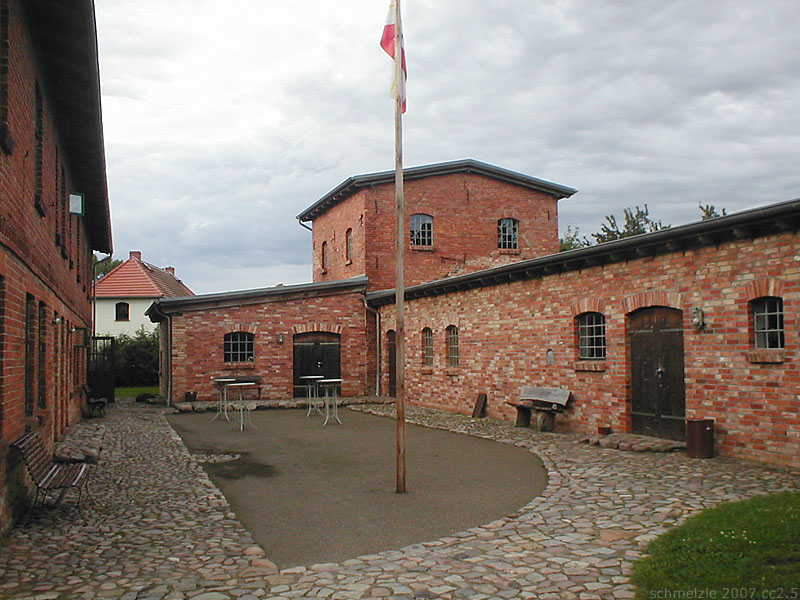
Büdnerei in Lehsten bei Möllenhagen

Ein Büdner, Brinksitzer war in Norddeutschland, vor allem in Mecklenburg, Pommern und Brandenburg, ein Besitzer eines kleinen ländlichen Anwesens, einer Büdnerei. Dazu gehörte ein eigenes Haus und Gartenstelle, jedoch nur wenig Land. Das Wort ist von „Bude“ abgeleitet. 

## Der Büdner als Person

### Mecklenburg

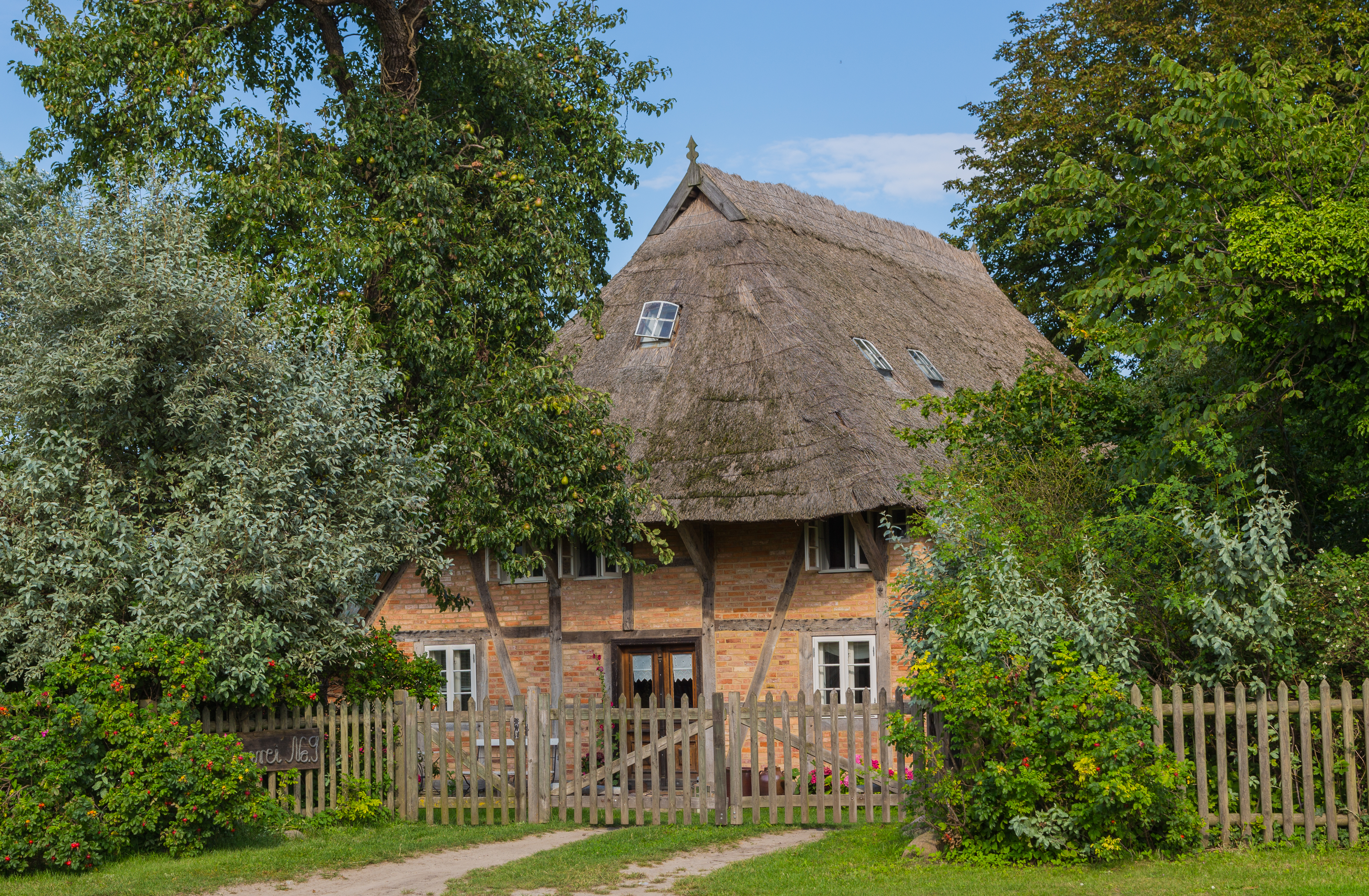
Ehemalige Büdnerei in Niehagen

Häufig wird ein Büdner mit dem Häusler gleichgesetzt. Vor allem in Mecklenburg gibt es jedoch deutliche Unterschiede zwischen beiden Begriffen.
Der Beruf des Büdners, ursprünglich Käter, Kätner oder Kossate, plattdeutsch Bäudner oder Bäuner, wurde in Mecklenburg 1753 durch Dekret von Herzog Christian Ludwig II. eingeführt. Anlass war die zunehmende Flucht der Bewohner der ländlichen Gebiete in die Städte und ins Ausland. Dies betraf vor allem nicht erbberechtigte Kinder von Bauern, die ohne eigene Wohnung auch nicht heiratsberechtigt waren.
Die Büdner erhielten zunächst Materialien zum Bau ihrer Anwesen und eine kleine Nutzfläche von etwa 100 (Quadrat-)Ruten (rund 2.200 m²) sowie Weiderecht für eine kleine Anzahl von Tieren. Zunächst wurde ihnen das Anwesen in einem Pachtvertrag überlassen, wobei die Anfangszeit oft abgabenfrei blieb.
1809 wurde eine zweite Büdneransetzung durchgeführt, wobei die Flächengröße generell auf 100 Quadratruten begrenzt wurde.
Die kleinen Grundstücke reichten meist nicht für den Lebensunterhalt aus, so dass die Büdner auf Nebenerwerb oder Zupachtungen oder -kauf von weiterem Boden angewiesen waren.
Im Verlauf des 19. Jahrhunderts war die Fläche vieler Büdnereien deutlich auf etwa fünf Hektar angewachsen, so dass sie faktisch kleinen Bauernhöfen glichen. Um die nach wie vor bestehende Landflucht abzumildern, wurde 1846 in Mecklenburg neben dem Büdner auch der Berufsstand des Häuslers, den es mehrere Jahrhunderte früher schon gegeben hatte, wieder eingeführt. Der Häusler nahm die Rolle ein, die der ursprüngliche Büdner im 18. Jahrhundert spielen sollte. Anders als damalige Büdner durften Häusler jedoch bestimmte Handwerke ausüben.
1860 wurden 2.200 Häuslereien gezählt, in den 1920er Jahren waren es 13.000, hinzu kamen etwa 9.000 Büdnereien.

### Pommern
In Pommern war es üblich, die Dorfbewohner in vier Klassen einzuteilen:
- Bauern – Vollbauern, Dreiviertelbauern und Halbbauern, die erwerbsmäßig Ackerbau- und Viehzucht betrieben
- Kossäten – hauptberufliche Ackerbauern mit einigen Morgen Land, dessen Bestellung jedoch nicht die Haltung eines vollen Pferdegespanns notwendig machte
- Kätner – Handwerker mit Haus und Garten und wenig Ackerland, das nebenberuflich meist mit dem Spaten bestellt wurde
- Büdner – Dorfbewohner, die nur über Haus und Garten verfügten

Als Büdner wurden in Pommern auch solche Dorfbewohner bezeichnet, denen zwar Haus und Garten zur Verfügung standen, die jedoch nicht Eigentümer des von ihnen bewohnten Grundstücks waren.

## Büdnerei

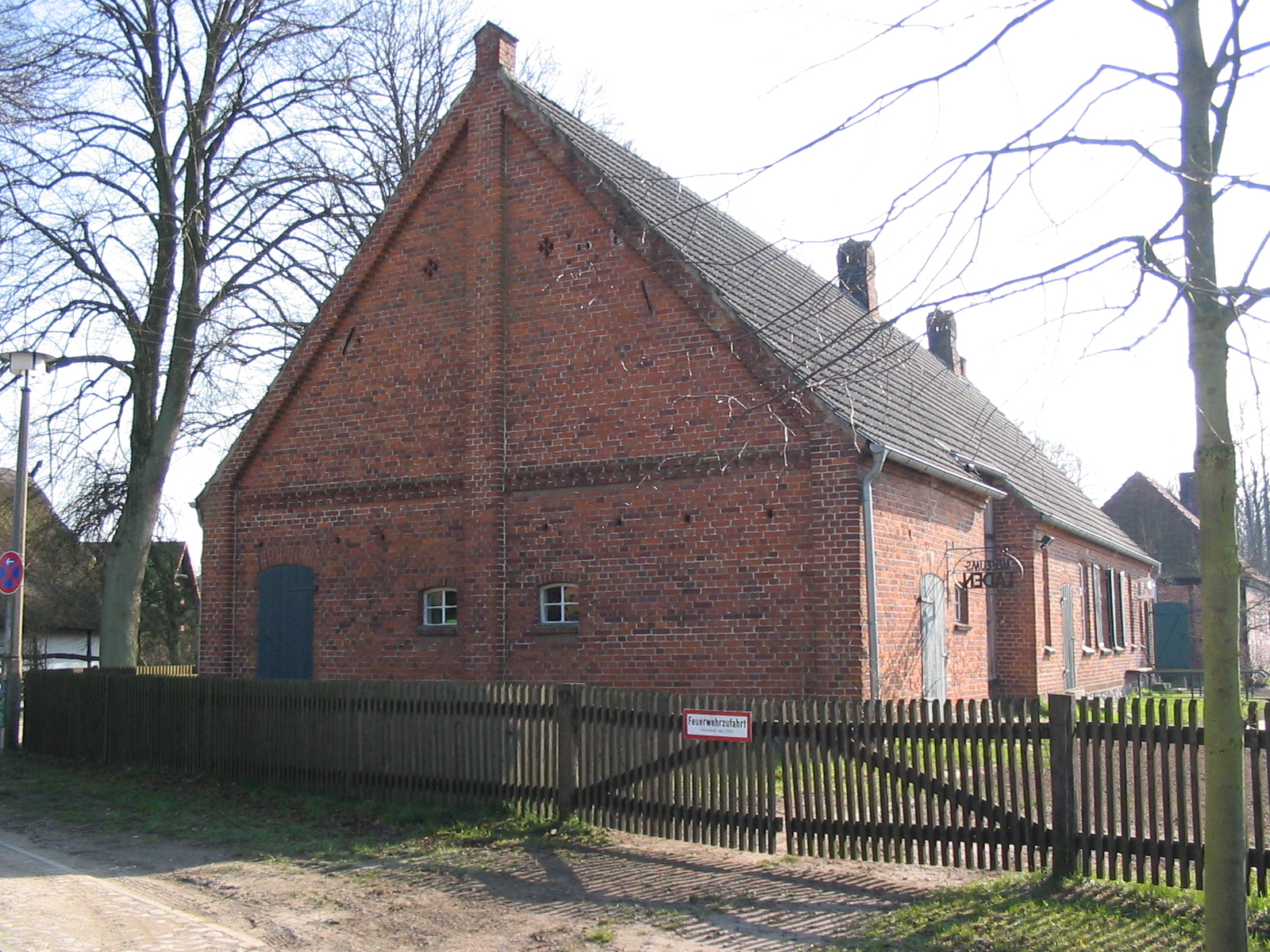
Erhaltene Büdnerei im Freilichtmuseum Schwerin-Mueß

Die ursprünglichen Büdnereien wurden in der überlieferten Form eines norddeutschen Fachhallenhauses gebaut. Anders als Bauernhöfe waren sie wegen des kleineren Wirtschaftsteils von annähernd quadratischem Grundriss.
Meistens wurden sie als Fachwerkhaus erbaut, in dem die Zwischenräume mit einem Lehm-Stroh-Gemisch ausgefüllt wurden. Waren die Bewohner wohlhabend, wurden auch Backsteine verwendet und die Oberfläche verputzt. Das Dach war meistens ein landestypisches Reetdach, das als Krüppelwalmdach ausgeprägt wurde.
Im Hauptgebäude wohnten Mensch und Tier (meist Kühe oder Schweine, Pferde waren verboten) bis weit ins 18. Jahrhundert unter einem Dach zusammen. Erst später wurden für die Tiere separate Ställe gebaut. Meistens gab es neben dem Hauptgebäude noch einige Schuppen bzw. die Scheune, die zur Lagerung der Vorräte, des Brennholzes und der Gerätschaften dienten. Das Haus war nur von der Giebelseite aus zugänglich. Erst kam der Stall, dahinter der Wohnbereich mit schmalem Flur, von wo aus die einzelnen Wohn- und Schlafräume abgingen, die meistens zwischen Alt und Jung trennten.
Die Häuslereien aus der zweiten Hälfte des 19. Jahrhunderts wurden üblicherweise einheitlich in Backstein mit Ziegeldach ausgeführt. Häuslereien und Büdnereien wurden oft längs der Ausfallwege aus einem Dorf angelegt, wohingegen Bauernhöfe im Kern des Dorfes lagen. Während die Bauernhöfe oft mit römischen Ziffern nummeriert waren, trugen Büdnereien und Häuslereien arabische Ziffern mit einem „B“ oder „H“ davor.